# Crocidosema insulana
Crocidosema insulana es una especie de mariposa del género Crocidosema, familia Tortricidae.
Fue descrita científicamente por Aurivillius en 1922.